# Stony River (Alaska)
Stony River (Deg Xinag: Gidighuyghatno’ Xidochagg Qay’; Dena’ina: K'qizaghetnu Hdakaq) ist ein Ort und ein census-designated place (CDP) in der Bethel Census Area in Alaska in den Vereinigten Staaten. Das U.S. Census Bureau hatte bei der Volkszählung 2020 eine Einwohnerzahl von 57 ermittelt.

## Geographie
Stony River befindet sich im zentralen Südwesten von Alaska auf einer Flussinsel im Kuskokwim River. Der Kuskokwim River durchfließt auf diesem Abschnitt den äußersten Südwesten der Tanana-Kuskokwim-Niederung. Der etwa 76 m hoch gelegene Ort befindet sich knapp 300 km ostnordöstlich vom Verwaltungszentrum Bethel sowie 360 km westnordwestlich von Anchorage. Flussabwärts am Kuskokwim River befindet sich 32 km westsüdwestlich Sleetmute. Flussaufwärts befindet sich 138 km nordnordöstlich McGrath. Stony River verfügt über den Flugplatz Stony River. Knapp 2 km südlich von Stony River befindet sich die Mündung des gleichnamigen Flusses.

## Geschichte
Stony River geht auf ein Indianerdorf mit einem Handelsposten und einer Flussbootanlande zur Versorgung des weiter im Norden gelegenen Bergbaugebietes zurück. Diese Siedlung hieß „Moose Village“ und lag am Moose Creek etwa 2 Kilometer flussabwärts. Später wurde das Dorf an den heutigen Standort von Stony River verlegt. 1935 wurde ein Postamt eröffnet. 1980 wurde Stony River ein census-designated place. Stony River hat heute eine gemischte indigene Bevölkerung bestehend aus Yupik-Eskimos und Tanaina-Athabasken. In Stony River gibt es eine Schule.

## Demografie
Zum Zeitpunkt der Volkszählung im Jahre 2020 (U.S. Census 2020) hatte Stony River 57 Einwohner auf einer Landfläche von 8,13 km². Von den Einwohnern waren 4 Weiße, 50 amerikanisch-indianischer Abstammung sowie 2 Asiaten.
Beim Zensus im Jahr 2000 wurden 61 Einwohner gezählt, 2010 waren es 54.